# 販売中の奴隷の少女
『販売中の奴隷の少女』（はんばいちゅうのどれいのしょうじょ、スペイン語: Una esclava en venta）は、1897年にセビリアの画家ホセ・ヒメネス・アランダが描いた絵画。マラガ美術館に所蔵されており、100×82cmの大きさとなっている。
全裸で敷物の上に座っている奴隷の少女がギリシア語で書かれた看板を首から下げている。彼女は東方の市場で売り出されている最中である。 背景に、少女の無防備な裸体を品定めするために彼女の周囲を歩き回る客の足が描かれている。この作品は、ホセ・ヒメネス・アランダの最も代表的な作品の一つであり、19世紀のスペイン絵画において最も注目を集める裸婦画の一つである。敷物の鮮烈な色彩は少女の青白い肌とのコントラストを際立たせている。
少女が首から下げている看板には「ΡΟΔΟΝ ΕΤΩΝ ΙΗ ΠΟΛΕΙΤΑΙ ΜΝΑΣ Ω（ローザ、18歳、硬貨800枚で販売）」と書かれている。この文章は、ギリシア語の学習者にとってギリシア語の文法と数字の扱いの参考資料として有用である。